# Julián Leyzaola
Julián Leyzaola Pérez (Culiacán, Sinaloa; 27 de febrero de 1960) es un militar retirado
Después de trabajar como secretario de seguridad pública en Tijuana se le atribuyo el haber «limpiado» y logrado disminuir la alta criminalidad que azotaba la ciudad debido al Narcotráfico hasta en un 70%
En Tijuana lanzó un contraataque hacia las organizaciones criminales y a los policías corrompidos que permanecían dentro de la corporación, con la cual resultó en múltiples intentos de asesinato hacia el mismo Teniente Coronel leyzaola.
Leyzaola fue declarado como secretario de seguridad de Tijuana reemplazando a Jesús Alberto Capella Ibarra en diciembre de 2008, fecha en que la ciudad padecía por una ola incesante de violencia, de la cual era plaza del cartel de Tijuana.
La estrategia para desmantelar la corrupción policiaca, según su ideal, era sustituir mandos policiales, por mandos policiales de carácter militar al igual que incrementar el parque vehicular con el que contaba.
El 29 de agosto de 2013 fue inhabilitado por 8 años para ejercer un cargo en BC al comprobarse violaciones a los derechos humanos en la modalidad de tortura, abuso de autoridad y uso excesivo de la fuerza pública, cuando al mando de la policía municipal de Tijuana.
Demandó un juicio de anulación de su inhabilitación ante los juzgados de Baja California, comprobándose un interés político, por lo que se anuló la inhabilitación devolviéndole sus garantías ciudadanas para desempeñar cualquier puesto público.
Aplicó su estrategia de combate al narcotráfico en Ciudad Juárez, con un resultado exitoso, logrando reducir los delitos hasta en 85%, y quitándole a esta ciudad el primer lugar mundial de violencia.
Fue Candidato a la Presidencia Municipal de Tijuana por el Partido Encuentro Social y, en su momento, puntero en la encuestas con amplias posibilidades de ganar. Sin embargo, en un último momento perdió las mismas ante el candidato del PAN por un punto porcentual, quedando en un muy cercano segundo lugar.

## Chapo Guzmán
Leyzaola mencionó que llegó a rechazar sobornos por 80,000 dólares a la semana por parte del Cartel de Sinaloa, liderado por el narcotraficante Joaquín Guzmán Loera, el cual quería hacer un trato con él.

## Ciudad Juárez
Su trabajo en Tijuana fue reconocido por el alcalde de Ciudad Juárez, quien lo invitó a formar parte del gobierno como nuevo Secretario de seguridad pública.
Después de 48 horas en el puesto recibió su primera amenaza de parte del narcotráfico.

## Carrera[1]
- Secretario de Seguridad Pública del Municipio de Ciudad Juárez, Chih. Mex.
- Subsecretario de Seguridad Pública del Estado de Baja California, Mex.
- Secretario de Seguridad Pública del Municipio de Tijuana B.C.
- Director general de Policía y Tránsito Municipal de Tijuana BC[13]
- Director de Planeación de la Secretaría de Seguridad Pública Municipal de Tuxtla, Gutiérrez, Chiapas.
- Director General de la Policía Estatal Preventiva de BC
- Director General del Instituto Estatal de Policía de BC
- Director General de Centros de Readaptación Social del Estado de BC
- Director del Centro de Readaptación Social “El Hongo”
- Director de la Academia Estatal de Policía de BC
- Director del Registro Estatal de Policías de Oaxaca
- Subjefe de Estado Mayor de la 44/A. Zona Militar, en Mihuatlán, Oax.
- Jefe de la Sección Tercera (Operaciones), de la VI Región Militar, en Puebla, Puebla.
- Director de Seguridad Pública del Municipio de Mexicali, Baja California.

También ha cursado diferentes especialidades entre ellas:
- Licenciatura en Administración Militar, Escuela Superior de Guerra, México, DF
- Curso de Mando y Estado Mayor General, Escuela Superior de Guerra, México DF
- Curso de Postgrado en Administración de Recursos, Escuela de las Américas, Columbus, GA.  Estados Unidos de Norteamérica.
- Curso de Aplicación de las Armas y los Servicios, Escuela de Aplicación, México DF
- Curso de Paracaidismo Militar, Brigada de Fusileros Paracaidistas, México DF
- Curso de Formación de Oficiales de lar Armas, Heroico Colegio Militar, México DF

### Ascensos militares
- Subteniente 1 de septiembre de 1983
- Teniente 1 de septiembre de 1985
- Capitán 2/o. 20 de noviembre de 1989
- Capitán 1/o 20 de noviembre de 1992
- Mayor de Estado Mayor (DEM) 20 de noviembre de 1995
- Teniente Coronel de Estado Mayor 20 de noviembre de 1998

## Señalamientos por tortura
Son muchos los señalamientos que por tortura se han hecho contra Julián Leyzaola, que no deben dejar de ser señalados. La Comisión Interamericana de los Derechos Humanos, investigó y comprobó violaciones a los derechos humanos de cuando menos 25 oficiales de policía, lo cual esta documentado en la recomendación 87/2011 de la Comisión Nacional de los Derechos Humanos, también en diarios y periódicos nacionales salió publicada la nota.
Como ejemplo, ha sido señalado por la CNDH por Violación a los Derechos Humanos y Tortura en contra de Policías de Tijuana, dicho hecho esta publicado en diario la Jornada del día 20 de febrero fuente http://jornadabc.mx/tijuana/20-02-2015/acusan-tijuana-de-ignorar-recomendacion-de-cndh-favor-de-expolicias también esta en la revista Proceso http://www.proceso.com.mx/409224/pide-cndh-medidas-cautelares-para-24-expolicias-de-bc-victimas-de-tortura..
Las violaciones y torturas a los policías de Tijuana están en la recomendación de la CNDH 87/2011 donde se comprueba y se señala de manera directa y responsable a Julián Leyzaola y el capitán Gustavo Huerta. En la actualidad no hay un policía detenido por los aseguramientos realizados por Julián Leyzaola en la ciudad de Tijuana y todos los involucrados y acusados falsamente fueron exonerados de sus cargos y resultaron víctimas de tortura por lo que ahora demandan al Ayuntamiento de Tijuana por salarios caídos y la reinstalación de sus empleos, dicho proceso abarca salarios desde 2008 a esos oficiales hasta que sean reinstalados.